# Шукр ул-Дін
Шукр ул-Дін ібн Абу'л-Фатах (араб. تاج المعالي أبو عبد الله شكر بن أبي الفتوح الحسن بن جعفر الحسني; д/н — 1061) — 4-й шаріф Мекки у 1039—1061 роках. Повне ім'я Тадж аль-Маалі Абу Абдаллах Шукр ул-Дін ібн Абу'л-Фатах аль-Хасан.

## Життєпис
Походив з династії Джаффаридів (Мусавідів), гілки роду Хасанідів (з Алідів). Син шаріфа Абу'л-Фатаха. 1039 року спадкував владу. Продовжив політику підкорення Хіджазу, стикнувшись з династією Хусейнідів (інша гілка Алідів) в боротьбі за Медіну. Перебіг військових дій не відомий, але шаріф зумів закріпити за собою Медіну, ставши правителем регіону. Цьому також сприяло послаблення Фатімідського халіфату.
Помер 1061 року. Оскільки не мав синів, то оголосив своїм спадкоємцем зятя й представника іншої гілки Хасанідів — Абул-Хашима ібн Мухаммеда. Проте владу захопив родич останнього — Хамза ібн Ваккас.